# Francobollo

Francobollo stilizzato con le sue parti principali:
1. la vignetta
2. i dentelli
3. il valore facciale
4. il paese

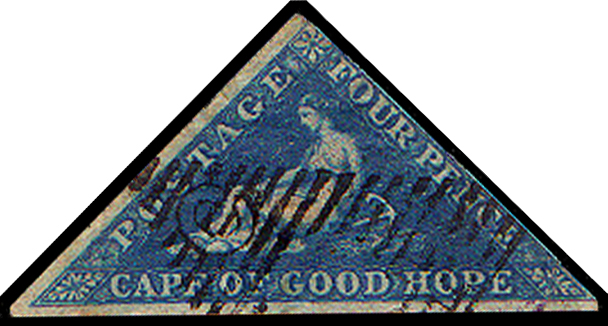
Un francobollo del Capo di Buona Speranza di forma triangolare.

Il francobollo (l'etimologia della parola francobollo deriva da franco, cioè libero da spese o tasse, e bollo, ad indicare la sua autenticità e autorità) è un documento, stampato da una parte e gommato sul retro, che serve per l'affrancatura dei servizi di corrispondenza postale. Adoperato nel servizio postale autorizzato dallo Stato emittente, rappresenta la prova del pagamento anticipato per prestazioni quali la spedizione di una lettera o di un pacco ad un destinatario. Quando un francobollo non è più adatto al suo compito, ad esempio per variazione delle tariffe postali, l'amministrazione emittente può determinarne la cessazione del suo uso ponendolo "fuori corso". Data la natura dei valori emessi da uno Stato la contraffazione dei francobolli è un reato.
Ideato dall'inglese Rowland Hill, tradizionalmente è in carta, di forma quadrangolare, da incollare all'oggetto di una spedizione postale. In rari casi sono stati prodotti francobolli di altre forme, rotondi (Nuova Zelanda), triangolari, pentagonali o di forma non geometrica come nel caso dei francobolli a forma di frutta di Sierra Leone e Tonga. Raramente sono stati anche prodotti francobolli non di carta, come i francobolli della Svizzera fatti parzialmente di pizzo o della DDR composti da fibre sintetiche. Sono stati inoltre emessi francobolli su lamine metalliche. La Repubblica Italiana il 2 luglio 2007 per commemorare il patrimonio artistico rappresentato dalla Basilica di San Vincenzo in Galliano di Cantù ha emesso un francobollo in legno impiallacciato di betulla.

## Storia

### I precursori del francobollo
Nel corso dei secoli il francobollo è stato preceduto da numerosi precursori. Già nel 1608 la Repubblica di Venezia aveva adottato un sistema di tassazione detta "Tagli delli Soldi Quattro per Lettera" che consisteva nell'emissione di un vero e proprio foglio di carta con sopra stampigliato il Leone di San Marco fra le lettere "A" e "Q". Questo foglio doveva essere usato per accompagnare una lettera o come supporto per scriverla (nel qual caso veniva poi ripiegato su sé stesso) e la tassa riscossa andava versata direttamente al "daziere".
Nel 1653, il gestore della posta cittadina di Parigi, Jean-Jacques Renouard de Villayer, aveva creato il billet de port payé, una striscia di carta simile a un francobollo che, in assenza di una superficie adesiva, doveva essere fissato alla missiva per mezzo di un fermaglio o di un filo. Tutti gli esemplari di questi billets sono andati perduti.
Altri francobolli ante litteram sono documentati in Gran Bretagna: il sistema di prezzo unitario per la posta locale escogitato dai mercanti William Dockwra e Robert Murray, adottato dalla Penny Post londinese a partire dal 1680, riscosse un tale successo che il duca di York vide minacciato il proprio monopolio postale. Fu così che, in seguito alle proteste del duca, la Penny Post fu obbligata a cessare l'iniziativa dopo appena due anni, venendo inglobata nel General Post Office. Alcuni esemplari dei francobolli triangolari di quel periodo sono conservati negli archivi, mentre quattro esemplari risultano in possesso di collezionisti.
Nel 1750 in Cina venne escogitato un sistema di pagamento anticipato della tassa sulla corrispondenza consistente in buste di differente colore e tre tipi di iscrizioni: per l'estero, per l'interno ed in franchigia. Tali buste erano poi usate per contenere le lettere.
All'inizio del XIX secolo apparvero in alcune città i precursori delle cartoline e delle buste preaffrancate. Nel Regno di Sardegna, per esempio, fece la sua apparizione nel 1818 la "carta postale bollata", un foglio di carta da corrispondenza con la tassa di porto prepagata, ribattezzato "cavallino" in quanto raffigurante un messaggero a cavallo; nel 1821 vennero adottate in Gran Bretagna le cartoline preaffrancate di risposta allegate ai giornali. Come primi valori postali preaffrancati valgono tuttavia le letter sheets emesse a Sydney nel 1838.

### La genesi del francobollo

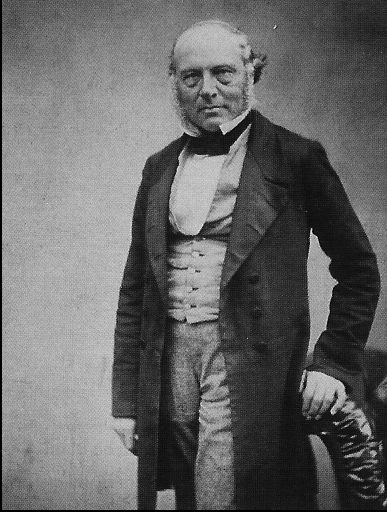
Sir Rowland Hill, l'inventore del francobollo.

La nascita del francobollo vero e proprio è legata alla riforma delle Poste della Gran Bretagna voluta da Rowland Hill nel 1837. L'intuizione di Sir Rowland Hill fu quella del servizio postale prepagato, in cui la riscossione della tariffa postale non avvenisse al momento del ricevimento, bensì all'atto della spedizione a spese del mittente. Hill comprese anche che l'introduzione di tariffe basse e uniformi, in base al peso piuttosto che alla distanza, avrebbe favorito l'aumento del traffico postale ricompensando ampiamente i minori introiti derivanti dalla riduzione stessa. Nel 1837 fece quindi pubblicare a sue spese il libretto "Post Office Reform: its Importance and Practicability", con cui rese noto al parlamento inglese il suo pensiero riformatore.
Il progetto si scontrò però con l'ostilità preconcetta del Post Office, che non accettò l'intrusione di un estraneo quale era considerato Rowland Hill. Tuttavia, anche grazie alle pressioni della classe mercantile e creditizia, il parlamento britannico approvò la riforma e rese necessaria la realizzazione dei francobolli. Sir Rowland Hill suggerì come questi ultimi dovessero essere dei pezzi di carta di dimensioni sufficienti ad accogliere una stampa e dotati sul retro di una soluzione glutinosa idonea all'incollaggio degli stessi, come prova dell'avvenuto pagamento della tariffa postale.

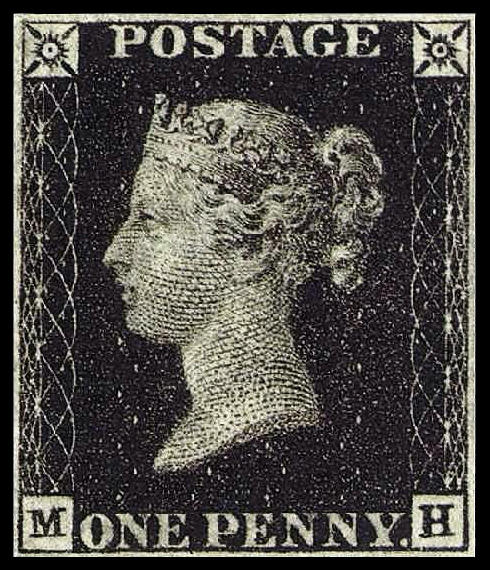
Il penny black emesso il 6 maggio 1840 fu il primo francobollo della storia.

Nel settembre del 1839 venne bandito un concorso pubblico, che invitava la popolazione a proporre delle idee sulla forma che il neonato francobollo avrebbe dovuto assumere. Giunsero in commissione 2700 proposte che si disputavano un premio di 600 sterline. Tutti i bozzetti furono esposti in una sala di Buckingham Palace e sottoposti all'attenzione dei responsabili delle poste inglesi. Nessuna ebbe però il favore del riformatore: Hill decise quindi che si sarebbe occupato personalmente dell'ideazione del francobollo assieme al suo staff. Come soggetto fu scelto il profilo della Regina Vittoria, tratto da una medaglia coniata alcuni anni prima, mentre per evitare contraffazioni la testa fu stampata su un fondo cesellato costituito da losanghe molto fitte. Il 10 gennaio 1840 venne introdotta la tariffa uniforme, ed il 6 maggio 1840 entrò in vigore il primo francobollo del mondo, che passò poi alla storia come Penny Black. A quel tempo il francobollo veniva stampato in righe di 12 esemplari, ognuno dei quali valeva uno scellino. Di conseguenza a ogni riga corrispondeva il valore di 12 pence e, con 20 righe per foglio, il valore dello stesso equivaleva a una sterlina (240 pence). Otto anni dopo, nel 1848, l'ingegnere Henry Archer inventò la perforazione meccanica del francobollo, completando così la genesi del francobollo dentellato così come è noto oggi.

### Un successo planetario

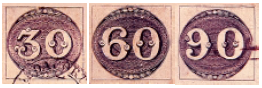
La serie dei primi francobolli brasiliani, detti Occhio di bue per l'aspetto ovale ed il fondo moiré.

La grande praticità del mezzo, coniugata con la riforma postale di Hill, garantì in breve tempo al francobollo un successo su scala mondiale. Nel giro di pochi anni altre amministrazioni postali seguirono l'esempio inglese e così, nel marzo 1843, la Svizzera del cantone di Zurigo fu il secondo stato al mondo ad emettere francobolli. Dopo la Svizzera fu sorprendentemente il Brasile ad adeguarsi alla novità, con l'emissione della serie detta "occhi di bue" il 1º agosto dello stesso anno. Seguirono i cantoni svizzeri di Ginevra (ottobre 1843) e Basilea (luglio 1845). Quest'ultima emissione diede alla Svizzera il primato nel campo dei francobolli colorati e tematici con la famosa "Colomba di Basilea". Nel 1847 fu poi il turno degli Stati Uniti d'America, che iniziarono l'emissione di francobolli con un valore da 5 centesimi e l'effigie di Benjamin Franklin. Dal 1849 in poi tutti gli stati europei adottarono uno dopo l'altro il francobollo. Nel trentennio dal 1870 al 1899 si ebbero 204 prime emissioni con oltre 800 francobolli. Nel 1900 avevano adottato la riforma postale 357 territori emettendo circa 1500 esemplari che davano inizio alle storie filateliche dei vari paesi. Attualmente non esiste paese al mondo che non abbia emesso almeno una volta un francobollo.

#### I primi francobolli italiani

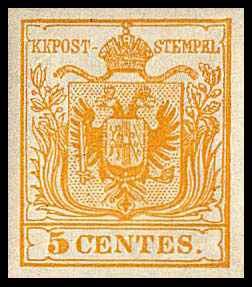
Il pezzo da 5 centesimi, della prima serie di francobolli stampata in Italia nel Regno Lombardo Veneto.

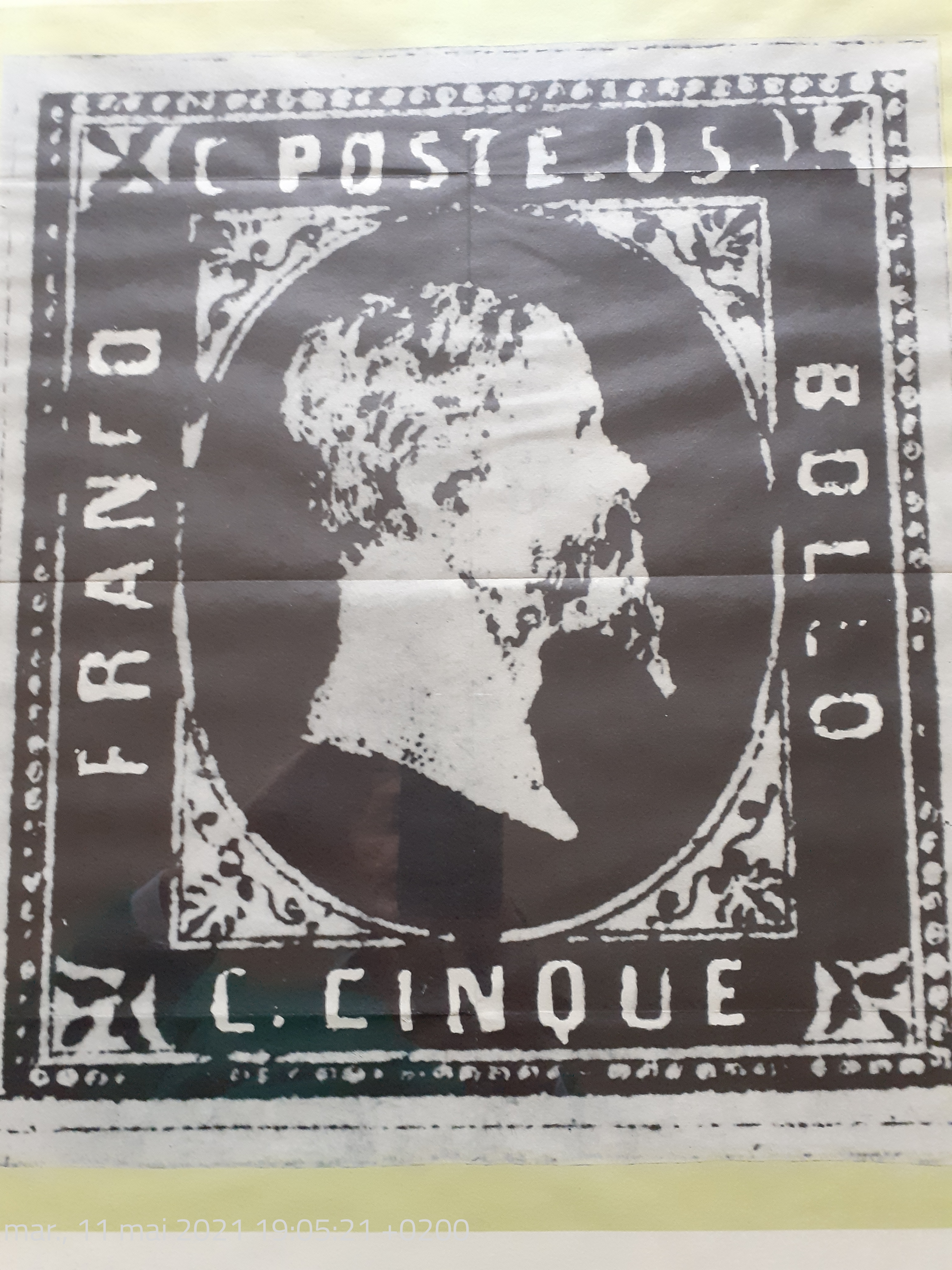
Pezzo da 5 centesimi del Regno di Sardegna.

Il francobollo fece la sua prima comparsa in Italia il 1º giugno del 1850, quando il Regno Lombardo-Veneto emise la sua prima serie, denominata "Aquila Bicipite", che comprendeva cinque valori diversi. Nel giro di pochi mesi quasi tutti gli altri stati italiani preunitari si dotarono di francobolli: il 1º gennaio 1851 il Regno di Sardegna diede alle stampe la sua prima serie con il 5 centesimi nero, il 20 centesimi (con otto tonalità di azzurro) e il 40 centesimi rosso recanti l'effigie di Vittorio Emanuele II, mentre il 1º aprile successivo fu la volta del Granducato di Toscana con una serie di sei valori in crazie che raffiguravano il marzocco, stemma del granducato. Gli altri stati preunitari seguirono a ruota: il 1º gennaio 1852 lo Stato Pontificio e nel giugno dello stesso anno il Ducato di Modena e il Ducato di Parma.
L'ultimo degli antichi stati italiani ad utilizzare il francobollo fu il Regno delle Due Sicilie, che lo adottò il 1º gennaio 1858 per il continente e l'anno successivo lo estese alla Sicilia, con una serie di 7 valori in grana (in tonalità rosate per il continente, policromi per la Sicilia). Di questi, il ½ grana rosa (detto "Trinacria") divenne una grande rarità dopo che il governo garibaldino, appena insediatosi a Napoli, ne riprese la lastra di stampa per trasformare il valore in ½ tornese ed usando l'azzurro al posto del rosa. Tale francobollo, rimasto in circolazione per un solo mese, è tra i più rari della storia postale italiana.
In seguito all'unità d'Italia, vennero estesi ai nuovi possedimenti sabaudi i francobolli del Regno di Sardegna, per cui il primo francobollo sardo (il 5 centesimi nero del gennaio 1851) è considerato anche il primo francobollo veramente "italiano". Nel 1861, sotto il governo del Cavour, il conte Giovanni Barbavara di Gravellona, già direttore generale delle Poste Sarde, fu nominato direttore generale delle poste italiane, che iniziarono così la loro attività. La prima emissione post-unitaria avvenne però soltanto il 24 febbraio 1862, quando venne posto in circolazione il 10 centesimi bistro con l'effigie di Vittorio Emanuele II, analogo a quello sardo del 1855 ma dotato di dentellatura. Solo nell'aprile del 1863 fu emesso il primo francobollo approntato per le poste italiane e sul quale apparve per la prima volta la dicitura “francobollo italiano”: il valore da 15 c. disegnato dal tipografo ed incisore del Regno di Sardegna Francesco Matraire. Infine, il 1º dicembre 1863 vide la luce la prima serie espressamente studiata per coprire le tariffe postali del Regno d'Italia, che fu curiosamente stampata in Inghilterra dalla tipografia De La Rue.

### La nascita della filatelia
Con la rapida diffusione dell'utilizzo dei francobolli nacque in breve tempo anche il fenomeno del loro collezionismo, la filatelia. Fu il collezionista francese Georges Herpin a coniare nel 1864 il termine "filatelista", neologismo di etimologia greca che significa "amante dell'assenza di tassa": un concetto forse un po' arido per descrivere la passione di molti filatelici, ma che si impose rapidamente in moltissime lingue del mondo.

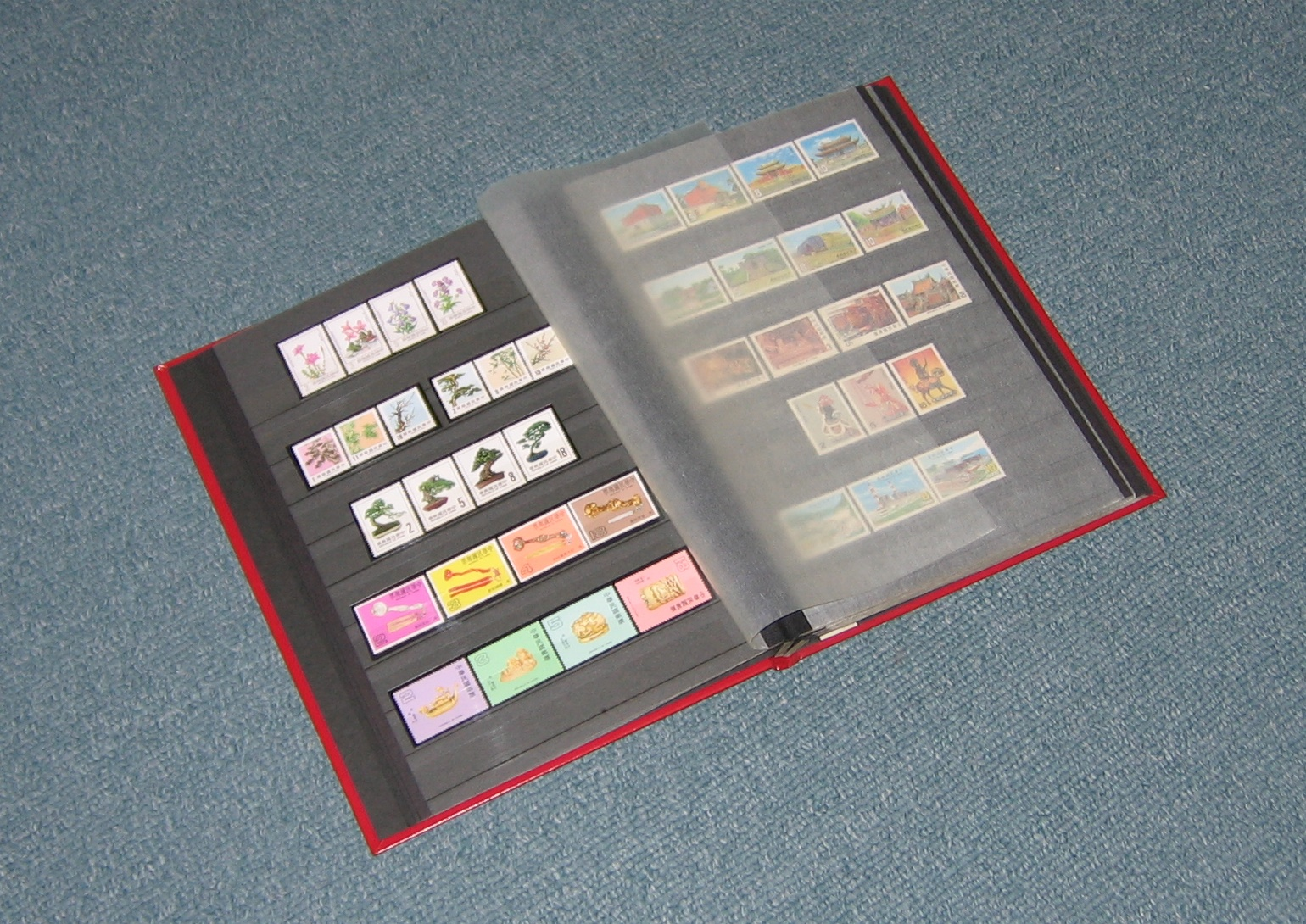
Un moderno classificatore a listelli per francobolli.

Inizialmente i francobolli venivano recuperati dalla corrispondenza e utilizzati a scopo anche decorativo, finché fecero la loro comparsa i primi albi per collezionisti (il primo nel 1860), e il francobollo divenne un bene con un valore collezionistico separato da quello nominale. Risale al 1861 il primo catalogo di francobolli ad opera del francese Alfred Potiquet, che si era basato sul lavoro svolto qualche mese prima dal connazionale Oscar Berger Levrault. Il 15 dicembre 1862 uscì la prima copia del Monthly Advertiser, la prima rivista specializzata in campo filatelico ad avere un futuro duraturo, ma preceduta dall'effimero British Monthly Intelligence. Dato che ai primordi della storia postale le emissioni di francobolli erano di rara frequenza e limitate a poche nazioni, i primi filatelici si dedicarono alle raccolte generali di francobolli provenienti da tutto il mondo - una cosa oggi impensabile vista l'enorme quantità di francobolli che vengono emessi annualmente.
Ai primi ausili pratici per filatelisti si affiancarono le prime riunioni di collezionisti: già nel 1856 ebbero luogo negli Stati Uniti le prime riunioni di filatelisti, mentre al 1866, sempre negli USA, risale la fondazione della Excelsior Stamp Association, la prima associazione filatelica del mondo. Il 18 marzo 1872 ad opera di J. W. Scott venne compilato il primo catalogo d'asta filatelica.

### Gli errori nella storia

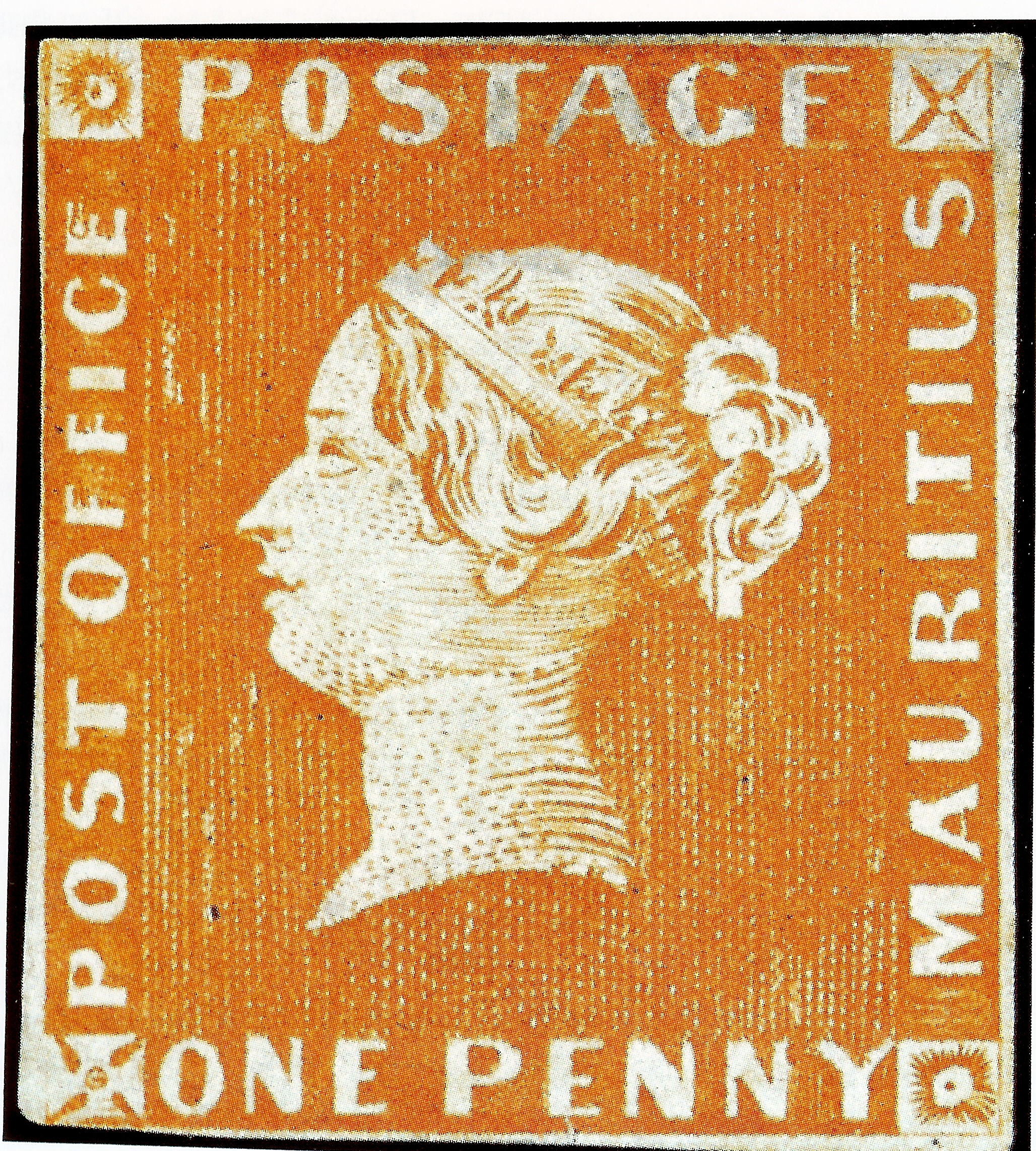
L'emissione iniziale dell'1 penny arancio, con a sinistra in verticale la scritta errata Post Office invece di Post Paid.

Nel 1847 le autorità di Mauritius, allora possedimento britannico, volendosi dotare dei loro primi francobolli, si aggiudicarono il primato del primo clamoroso errore di stampa, emettendo una serie del tutto simile al Penny Black ma su fondo arancio/rosso (1 penny) o indaco (2 pence) e con l'erronea dicitura di "Post Office" anziché "Post Paid", ossia di "Ufficio Postale" al posto di "Porto Pagato". Questi sono oggi tra i più rari francobolli del mondo, in quanto furono subito ritirati: ne rimangono rispettivamente 14 (dei quali 2 nuovi) per lo One Penny e 12 esemplari (di cui 6 nuovi) per il Two Pence.
Il 1º luglio del 1855 la Svezia, nell'emettere il suo primo francobollo del valore di 3 skilling, commise la prima non conformità tra decreto di emissione (che lo aveva previsto verde) e stampa effettiva (che fu in giallo), regalando così alla storia uno dei più rari francobolli al mondo, il Treskilling giallo, di cui attualmente si conosce un solo esemplare.
L'errore più celebre in Italia riguarda il 205 lire rosa lilla (detto per questo Gronchi rosa), emesso per l'occasione della visita in Perù del presidente della Repubblica Giovanni Gronchi, che riporta i confini del Perù in modo errato e che per questo venne ritirato dal commercio pochissimi giorni dopo la messa in vendita, venendo sostituito dal comune "Gronchi grigio". Il Gronchi rosa è il francobollo di certo più noto di tutte le emissioni della Repubblica Italiana, ma non il più quotato; spesso di esso sono stati prodotti vari esemplari falsificati venduti a collezionisti.

### I primi falsi
Conseguenza inevitabile della diffusione dei valori bollati furono anche i primi casi di falsificazione verificatisi poco dopo l'introduzione del primo francobollo. Oltre alla falsificazione, vennero escogitate varie contraffazioni di francobolli veri, ad esempio vennero effettuate modifiche cromatiche o manipolazioni delle cifre ad imitazione di francobolli con valori più alti. Altra forma di falsificazione fu il reimpiego di francobolli usati resi come nuovi in seguito al lavaggio chimico dell'annullo.
Inizialmente la falsificazione aveva lo scopo di frodare la posta: i falsi avevano un costo inferiore ai francobolli veri. I francobolli falsi o contraffatti che eludono i controlli delle autorità postali riuscendo a compiere un intero ciclo di riutilizzo vengono chiamati "Falsi per posta". Con lo sviluppo della filatelia iniziarono le falsificazioni allo scopo di frodare i collezionisti.
Per ovviare a questi inconvenienti le autorità postali introdussero presto sistemi anti-contraffazione. Se fin dalla prima emissione inglese - su indicazione di Rowland Hill - i francobolli erano dotati di filigrana, in seguito vennero ad aggiungersi ulteriori tecniche quali l'utilizzo di carta colorata, di carta bianca con fili di seta colorata (ad es. in Baviera, Württemberg e Svizzera) e di strisce laccate (volte a impedire la rimozione del timbro postale).

## Descrizione

### La forma
La maggior parte dei francobolli ha una forma rettangolare o quadrata. Il "penny black" era di forma rettangolare disposta con la base rappresentata da uno dei lati più stretti e tale forma fu replicata dagli altri paesi alle loro prime emissioni. Nel 1843 il Brasile, con l'emissione dei suoi "Occhi di bue", fu il primo paese ad utilizzare la forma rettangolare con la base formata dal lato più lungo.
Il primo francobollo circolare fu emesso in Italia dal Granducato di Toscana il 1º ottobre del 1854. Era composto da un bollo straordinario in doppio cerchio stampato su carta giallastra sottilissima contenente fili colorati anti-contraffazione.
Anche il primo francobollo realmente quadrato fu emesso in Italia nel Ducato di Modena il 18 febbraio 1859. Si trattava di un valore per giornali e riportava nella vignetta l'aquila estense coronata dentro un cerchio e circondata dalla scritta "tassa gazzette cent. 10".
Il primo francobollo triangolare fu emesso nel 1853 dal Capo di Buona Speranza. Esistono poi francobolli a forma di frutta, di cuore, di rombo, di stemma araldico. Altra forma singolare quella di un francobollo della Sierra Leone a forma di aquila d'oro stampata a rilievo su fondo nero, con una colla autoadesiva e protetta da un foglietto di carta asportabile. Non vi è una regola prefissata in quanto sono le varie politiche di marketing filatelico dei paesi emittenti a deciderne, di volta in volta, la forma geometrica.

### La vignetta

Francobollo da 2 Lire del 1945 emesso dall'Italia.

La vignetta è la parte illustrata del francobollo. Normalmente contiene le indicazioni dello Stato emittente ed il valore nominale di affrancatura. Solo la Gran Bretagna non indica esplicitamente lo stato emittente, sostituito dal profilo del sovrano regnante. Questa è una prerogativa esclusiva del Regno Unito alla quale non rinuncia dal lontano 1840, in quanto nazione "ideatrice" del francobollo.
Solitamente la vignetta rispetta la forma del francobollo ad eccezione di alcuni casi in cui non vi è questa consuetudine. La vignetta può essere istituzionale quando è formata dai simboli delle istituzioni dello Stato emittente come, ad esempio, avveniva durante il Regno d'Italia quando si imprimeva l'effigie del sovrano; può essere commemorativa se intende ricordare la ricorrenza di un avvenimento o un personaggio storico oppure può essere propagandistica come nel caso dei francobolli recanti messaggi politici o di solidarietà.
Il valore nominale (detto anche: “valore facciale”) attribuisce al francobollo un valore nella moneta in corso presso lo stato emittente; per tale motivo i francobolli hanno un limitato uso come "moneta di scambio". In alcune specifiche emissioni oltre al valore nominale vi è indicato un sovrapprezzo destinato alla beneficenza. In Italia nel 1910 l'emissione della serie detta "Garibaldi" fece coincidere l'inizio delle emissioni commemorative (ovvero la cui vignetta commemora un evento o un personaggio storico), con l'uso del sovrapprezzo che era a favore del Comitato Nazionale dei Festeggiamenti per il cinquantenario dell'unificazione del Paese. Nel 2006 la Repubblica Italiana ha emesso un valore da Euro 0,60 con sovrapprezzo di Euro 0,30 a favore dell'Associazione Pro Lotta ai Tumori del Seno. Il 17 novembre 2005 la Repubblica di San Marino, ha emesso un francobollo che non indica il valore nominale, sostituito da un breve testo che chiarifica l'uso. Nel 1953 il Vietnam del Nord ha emesso una serie di francobolli che non esprimeva il valore nominale in moneta corrente ma in chili di riso. La vignetta indica un contadino intento alla coltivazione del cereale con quattro misure differenti da 6 etti a 5 chili.

### La carta
Nella storia della stampa dei francobolli sono stati usati tutti i tipi di carta e spesso per l'emissione di uno stesso francobollo sono stati usati tipi di carta differente. In alcuni francobolli sono impastati nella carta fili di seta o altra stoffa che ne consente l'identificazione dalle contraffazioni invece della filigrana. Negli ultimi decenni viene utilizzata la carta fluorescente che consente il riconoscimento automatico ed il conseguente annullo da parte delle obliteratrici predisposte a questo uso. La carta non è però essenziale nella fabbricazione di un francobollo in quanto esistono valori su pergamena, su lamine metalliche, su stoffa, su legno, ecc. Ad esempio è noto il francobollo di stoffa e merletto emesso dalla Repubblica Italiana nel 2004 per celebrare l'Arte del Merletto.

### Il sistema di stampa
Esistono varie tecniche di stampa per la creazione di un francobollo "ordinario", inteso come stampato su carta e gommato sul retro:
- Tipografia
- Calcografia
- Offset
- Litografia
- Rotocalcografia

Oltre alla calcografia, appare la rotocalcografia che è un'evoluzione della precedente con macchine rotative perfezionata già nel 1846 e brevettata nel 1847, come nella stampa di giornali e riviste. Un'introduzione recente è la flexografia, mentre la litografia è stata affiancata in tempi moderni dalla fotolitografia. Tutte queste tecniche hanno avuto la loro attuazione tramite le varie stamperie private o nazionali. Tra le private, un posto di rilievo tocca alla inglese Thomas de la Rue, già citata nelle sezioni precedenti, e le svizzere Müller e Courvoisier, mentre tra quelle di stato vi sono da lungo tempo l'Istituto Poligrafico e Zecca dello Stato, presente con nome diverso già dal Regno d'Italia, e l'austriaca Österreichische Staatsdruckerei.
Le due tipografie di stato menzionate svolgono anche la loro attività per altri paesi emittenti, a riprova dell'alto tasso tecnico raggiunto nel tempo, e a volte anche le vignette vengono disegnate da artisti interni alle tipografie; il Poligrafico serve anche la Città del Vaticano e in passato ha servito paesi che gravitavano attorno all'Italia, come la Somalia dopo la fine dell'amministrazione fiduciaria.

### La filigrana

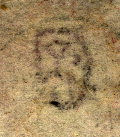
Una filigrana a forma di testa di elefante utilizzata su antichi francobolli dell'India britannica.

La filigrana è un dislivello nello spessore della carta del francobollo, che ne determina un disegno leggibile controluce. Non tutti i francobolli hanno la filigrana. Spesso esistono francobolli della stessa emissione ma con filigrane diverse. Negli ultimi anni la filigrana è quasi caduta in disuso. In origine era uno degli elementi, che serviva a garantire la sicurezza anticontraffazione nei francobolli. Il maggior numero di varietà di filigrane si ha nei francobolli della Gran Bretagna e delle relative colonie, che fino all'inizio del Novecento usarono filigrane differenti da quelle stabilite dal governo di Londra.
L'Ungheria è il paese che ha più spesso mutato filigrana passando dalle semplici lettere "Kr" delle prime emissioni alla corona di Santo Stefano e poi alle croci ondulate sormontate dalla corona. Nei francobolli di Finlandia, Norvegia, Paesi Bassi e Polonia è sempre presente il corno di posta. In Islanda, Danimarca e Romania si usa la corona reale mentre nei paesi musulmani è spesso presente la mezza luna.
In Italia fu introdotta nel 1863 dalle Regie Poste, per opera dell'ingegner Perazzi, che aveva ideato la filigrana "corona" da usare in contemporanea con la stampa di un fondo di sicurezza. Una delle varietà, che più affascinano i collezionisti, è quella della "filigrana lettere". Essa è riscontrabile già in alcuni francobolli del periodo Regno, normalmente con filigrana "corona", e nel periodo di luogotenenza, sia con filigrana "corona" che "ruota alata". Nel 1945 la Repubblica Italiana introdusse la filigrana "ruota alata" e nel 1955 venne introdotta la filigrana "tappeto di stelle", che arrivò fino al tipo IV, che fu denominato Unità perché impiegato per la prima volta per la serie celebrativa del Centenario dell'Unità d'Italia. La fornitura della carta fu affidata alla Cartiera Miliani di Fabriano, che era così impegnata alla fabbricazione delle bobine utilizzando il sistema "in tondo". Con tale sistema la pasta cellulosa, idonea alla fabbricazione della carta, è fatta passare su un tamburo costituito da un reticolo di rame, che, ad essiccamento avvenuto, lascia impresso il dislivello voluto e forma appunto la filigrana. La Repubblica di San Marino utilizzò le stesse filigrane dell'Italia fino al 1961, quando decise di adottare un proprio simbolo: la filigrana tre penne. Lo strumento utilizzato per esaminare la filigrana si chiama filigranoscopio.

### La gomma

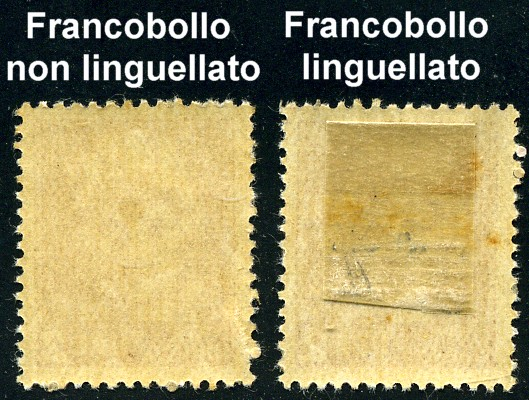
La linguella quando viene rimossa lascia una traccia evidente.

La gomma è posta sulla faccia retrostante la vignetta, e viene inumidita per attaccare il francobollo all'oggetto da inoltrare per posta. Non tutti i francobolli possiedono la gomma. Naturalmente non la possiedono più i francobolli timbrati che sono stati staccati dalla busta dopo apposito bagno in acqua e poi quelli che sono stati emessi fin dall'inizio senza. In filatelia, si distinguono i francobolli nuovi con gomma integra da quelli con traccia di linguella. La linguella è una piccola striscia di carta gommata di pergamino che viene applicata dal collezionista al verso del francobollo per farlo aderire su una pagina dell'album. Questa è una pratica oggi desueta in quanto la presenza di una traccia di linguella sul francobollo induce un deprezzamento di oltre la metà del valore.
Per questo motivo talvolta, per fare scomparire la traccia della linguella dal retro del francobollo, alcune persone prive di scrupoli, eseguono la rigommatura del francobollo per venderlo ad un prezzo maggiorato. Questa tecnica consiste nell'apporre un nuovo strato di gomma sul retro del francobollo. Il metodo più semplice per accorgersi della rigommatura è passare con delicatezza un dito lungo i dentelli: in genere questi sono più duri e rigidi rispetto ai dentelli di un francobollo non rigommato. Altra tecnica più sicura è quella di osservare al buio con una lampada di Wood il verso del francobollo. In casi dubbi è meglio far periziare l'esemplare da un perito filatelico legalmente riconosciuto.
Esistono vari tipi di gomma: lucida, liscia, opaca e codronata. Le gomme lucide sono quelle che col tempo vanno più soggette allo screpolamento. La gomma è spesso di origine animale e quindi soggetta alla formazione di microorganismi come le muffe, capaci di rovinare il francobollo. Molte amministrazioni postali hanno da tempo compiuto studi tesi alla sostituzione delle gomme di origine naturale con moderni collanti sintetici idonei a risolvere il problema della conservazione. Una delle prime misure adottate è stata quella di mescolare alla gomma arabica una percentuale di glicerina.
Nel 1962 la Francia si fece promotrice di un curioso esperimento emettendo un francobollo dedicato alla spiaggia di Le Touquet-Paris che possedeva una gomma aromatizzata alla menta.

### La dentellatura
La dentellatura viene eseguita sui lati del francobollo da una macchina detta perforatore. Questa perforazione della carta consente un'agevole separazione degli esemplari stampati sullo stesso foglio. Il "passo" della dentellatura si misura con un apposito strumento detto odontometro. Esistono vari tipi di perforazioni a seconda del perforatore che è stato utilizzato.
- Dentellatura lineare: si ha quando il perforatore è in grado di dentellare un solo lato del francobollo alla volta. Caratteristica di questo tipo di perforazione è il sovrapporsi dei fori nei quattro angoli dei francobolli.
- Dentellatura a pettine: si ha con perforatori in grado di dentellare tre lati del francobollo contemporaneamente. In questo caso si crea un caratteristico salto tra l'ultimo foro della prima battuta di perforazione ed il primo di quella successiva.
- Dentellatura a blocco: si ha quando il perforatore dentella tutti i lati del francobollo contemporaneamente e con un'estrema regolarità di perforazione.

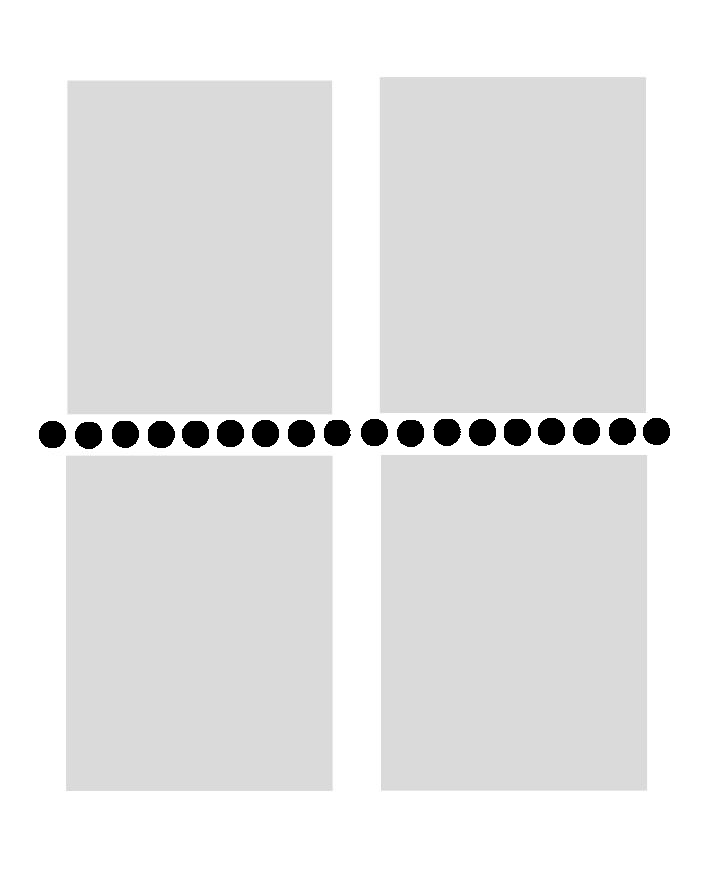
Esempio di dentellatura lineare
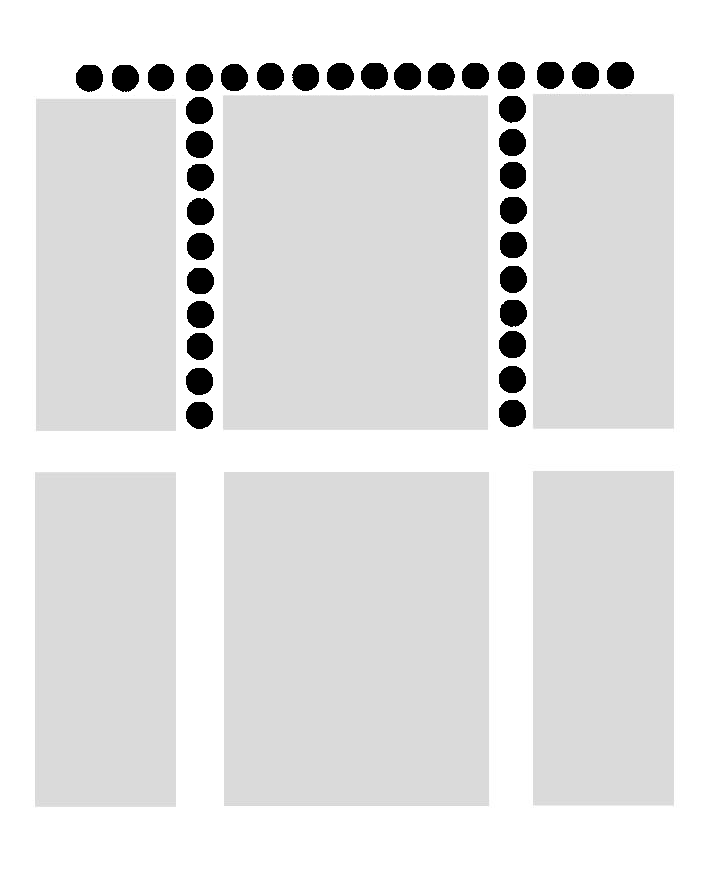
Esempio di dentellatura a pettine
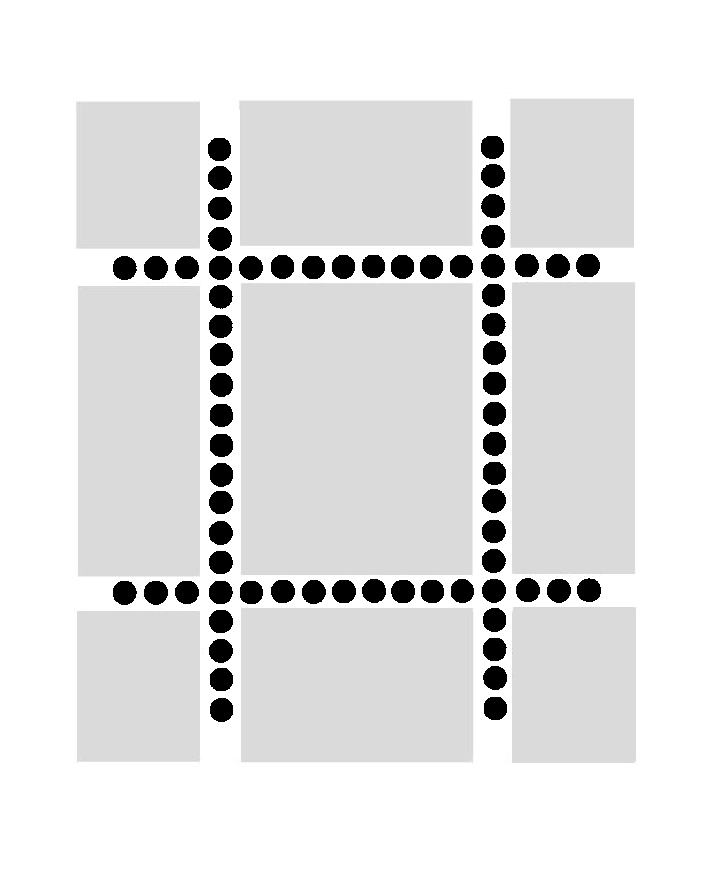
Esempio di dentellatura a blocco
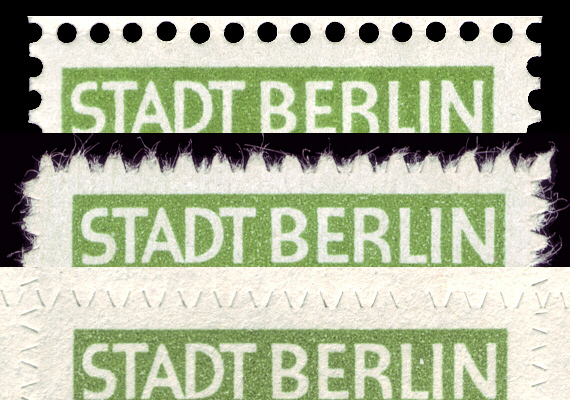
Differenti tipi di perforazione dovuti all'utilizzo di differenti perforatori, francobollo emesso dalla Germania Est

I valori indicati nelle scale dell'odontometro rappresentano un rapporto matematico di 20/n dove "20" sono i millimetri presi in considerazione sul francobollo ed "n" indica l'esatta distanza fra i centri di due perforazioni.

## Tipologie del francobollo in base all'uso

### Francobollo ordinario e francobollo commemorativo

Il primo commemorativo italiano, emesso per il 50º anniversario dell'annessione della Sicilia con l'effigie di Garibaldi

I valori postali si dividono in due grandi categorie: i francobolli ordinari e quelli commemorativi. Entrambe le tipologie possono essere usate per affrancare la normale posta ordinaria, ovvero le lettere e le cartoline che circolano quotidianamente in grandi quantità. Ogni emissione ha un suo corso di validità, analogamente a quanto avviene per la carta moneta, al termine del quale le amministrazioni non riconoscono più il francobollo come valido per l'affrancatura; ciò nondimeno, i pezzi nuovi o usati che sono in circolazione sono liberamente oggetto di contrattazione e scambio sul mercato collezionistico. Talvolta un cambio di ordinamento politico all'interno di un paese mette fuori corso tutte le emissioni dell'ordinamento precedente. Nei periodi di transizione vengono utilizzati francobolli nominalmente fuori corso, da soli o insieme a francobolli emessi dal nuovo governo, dando origine alle cosiddette "affrancature miste". Questo tipo di affrancature sono molto apprezzate sul mercato collezionistico ed a dispetto della loro irregolarità formale raggiungono elevate quotazioni.
- I francobolli ordinari sono stampati con grandi tirature (spesso ignote) e sono emessi in lunghe serie. Generalmente al momento della loro emissione non hanno un arco di tempo prestabilito per la loro validità e vengono stampati a più riprese[43]. Possono andare fuori corso per esaurimento delle scorte o per particolari eventi storici, come ad esempio la morte di un sovrano. Seguono alcuni esempi di francobolli ordinari:
  - Serie castelli (Italia)
  - La Marianna (Francia)
  - Donne celebri (Germania)
  - Tipo "Machin" con l'effigie di Elisabetta II (Gran Bretagna)
  - Re Juan Carlos (Spagna)
  - Stemma con leone rampante (Finlandia)
  - Serie Imperiale (Regno d'Italia)
- I francobolli commemorativi sono invece emessi per commemorare o propagandare un particolare evento. Solitamente sono stampati in una tiratura più contenuta e con immagini accattivanti. Il primo francobollo commemorativo mondiale fu emesso dal Perù nel 1871 per commemorare la ferrovia Lima-Callao. Nel 1888 in Australia, nella Nuova Galles del Sud, fu emessa una serie di otto valori con la dicitura "one hundred years" per commemorare i 100 anni della città di Sydney.

I primi francobolli commemorativi italiani furono emessi nel 1910 per commemorare il 50º anniversario del risorgimento in Sicilia e del plebiscito in Italia meridionale. La serie completa è di quattro valori.
I francobolli commemorativi sono anche una considerevole fonte di reddito per le amministrazioni postali emittenti; la politica di emissione di un paese concorre a determinare il valore dei francobolli emessi. Per esempio, paesi di piccole dimensioni come Città del Vaticano, Liechtenstein e San Marino godono del favore dei collezionisti per l'accorta politica adottata nel tempo relativamente a tirature delle singole emissioni e numero di emissioni all'anno, oltre a una grande cura delle vignette, della carta e del procedimento di stampa. Le emissioni di altri paesi, per quanto gradevoli dal punto di vista cromatico e dei soggetti, non hanno praticamente valore sul mercato collezionistico.
I francobolli commemorativi sono anche soggetto di manifestazioni politiche, per cui sono state effettuate anche emissioni su soggetti controversi, come il commemorativo argentino sulla guerra delle Falkland con scritto "Las Malvinas son Argentinas". Al luglio del 2010 risale la polemica sull'emissione prevista dagli Stati Uniti per commemorare Madre Teresa di Calcutta: un gruppo di atei, riunitisi in una fondazione, ha presentato ricorso contro l'emissione delle poste statunitensi. Secondo il regolamento adottato dalle Poste Americane, le commemorazioni non possono essere rivolte verso soggetti religiosi legati a una specifica fede. Il portavoce delle poste ha poi specificato che la commemorazione è rivolta alle opere svolte dalla religiosa e non sulla base della sua religione.

### Francobolli per la posta aerea

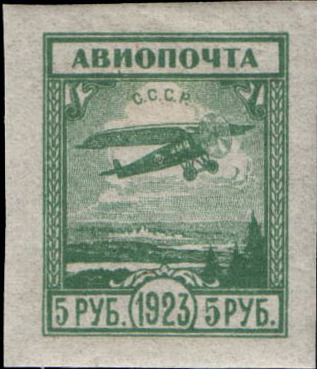
Francobollo di posta aerea dell'Unione Sovietica.

Il primo francobollo ufficiale di posta aerea con cui venne affrancata la corrispondenza in occasione del volo del Pomilio PC.

Un francobollo di Posta Aerea del 1946 emesso dall'Italia.

#### Genesi ed usi
Vengono utilizzati per affrancare la corrispondenza inoltrata a mezzo aeroplano. La storia della Posta Aerea inizia nel 1870/71 con i famosi "Ballons Montés" ovvero con le lettere uscite dalle mura di Parigi mediante mongolfiere, durante l'assedio prussiano.
Il primo trasporto di posta compiuto con successo fu ad opera del pilota francese Henry Pequet il 18 febbraio del 1911. Il volo collegò le due città indiane di Allahabad e Naini per una distanza di 10 km e 13 minuti e 10 di volo. Con l'aeroplano furono trasportate 6000 aerogrammi tra lettere e cartoline. Tutte le lettere portavano il timbro con la dicitura "First Aerial Post U.P. Exhibition Allahabad 1911"."
Il primo trasporto di posta avvenuto con successo in Europa fu compiuto il 14 settembre 1911 da Londra a Windsor e faceva parte delle celebrazioni per l'incoronazione di Giorgio V. Nei giorni in cui il servizio era in funzione e fino al 26 settembre, da diversi piloti, furono trasportatati 125.000 aerogrammi. Le cartoline erano state appositamente approntate con l'immagine di un aereo in fase di decollo da Windsor ed i timbri portavano la scritta "FIRST UNITED KINGDOM AERIAL POST".
Il primo vero e proprio francobollo di Posta Aerea è stato emesso dall'Italia nel 1917 per affrancare la corrispondenza inoltrata tramite un nuovo servizio che si proponeva di riuscire a consegnarla in tempi più celeri previsti dalla normale procedura. Il francobollo usato in quell'occasione, designata Esperimento di Posta Aerea / Torino-Roma-Roma-Torino, fu ottenuto sovrastampando il valore da 25 centesimi espresso già in distribuzione. Il volo doveva aver luogo inizialmente il 20 maggio, ma a causa delle avverse condizioni atmosferiche fu spostato al 22 maggio. L'aereo utilizzato fu un biplano Pomilio PC, un aereo da ricognizione biposto armato destinato ad equipaggiare il Servizio Aeronautico del Regio Esercito nelle ultime fasi della prima guerra mondiale. Equipaggiato con un motore Fiat da 260 cavalli riusciva a raggiungere una velocità pari a 184 km orari. Pilotato dal tenente Mario de Bernardi aveva in consegna circa 200 kg di corrispondenza prevalentemente composta di messaggi diretti al Presidente del Consiglio, al Sindaco di Roma ed al Papa Benedetto XV. All'atterraggio il carico postale fu poi consegnato agli incaricati addetti allo smistamento di Roma Centro. Il volo di ritorno fu compiuto il successivo 26 maggio 1917 con un carico di alcune centinaia di quotidiani affrancati.
Generalmente, dal momento che la posta su lunga distanza è normalmente recapitata per via aerea, questo tipo di francobolli non vengono più emessi. La distinzione aveva un senso quando esisteva la modalità alternativa di spedizione via mare o via terra, molto più lunga ma più economica. Fanno però eccezione quei paesi che possiedono territori distaccati dalla nazione, come ad esempio la Francia, che continua ad emettere francobolli di posta aerea in ragione dei suoi possedimenti "d'Outre-Mer". La Repubblica Italiana ha emesso l'ultimo francobollo espressamente concepito per la posta aerea nel 1973. Il valore era da 150 Lire e faceva parte della serie commemorativa del "cinquantenario dell'aeronautica militare" emessa il 28 marzo.

### Francobolli per il recapitoespresso

Il primo espresso emesso dalla Repubblica Italiana nel 1946.

Sono francobolli con un valore nominale pari alla soprattassa da aggiungere alla tariffa ordinaria affinché una lettera sia inoltrata con maggior celerità. Il primo francobollo che indicasse una maggiore celerità di recapito, fu emesso nel 1855 in Australia, dallo Stato di Victoria. Era un esemplare del valore di 6 pence con l'effigie della Regina e la dicitura "Too Late". Successivamente, nel 1885 furono gli U.S.A. ad emettere il loro primo francobollo per il recapito espresso con il 10 cents azzurro che raffigurava un postino in corsa.
L'Italia ha emesso francobolli speciali per questo servizio dal 1903 al 1976 e gli ultimi francobolli per espresso furono dichiarati fuori corso il 13 maggio del 1992. Il servizio espresso delle Poste Italiane fu istituito con la legge 12 marzo 1890, ma il primo francobollo speciale fu emesso solo il 1º giugno 1903 con valore di 25 centesimi e riportava la dicitura "ESPRESSO" e l'effigie del Re Vittorio Emanuele III. Nel 1946 la Repubblica Italiana emise i francobolli per espresso in contemporanea con l'emissione di posta ordinaria detta "Democratica". La serie comprendeva 7 valori, dal 5 Lire al 60 Lire. La vignetta del 5 Lire raffigurava un piede con un calzare alato ideato da Paolo Paschetto.
Con la diffusione delle macchine affrancatrici e la velocizzazione e meccanizzazione dei servizi postali, le varie amministrazioni hanno smesso di produrre francobolli dedicati specificatamente a questo tipo di servizio, che vengono quindi sostituiti da etichette autoadesive con l'importo relativo al tipo di servizio e peso della lettera.

### Francobolli per raccomandata
Servono per affrancare la corrispondenza gravata dal servizio di raccomandata che obbliga l'amministrazione postale a risarcire il mittente di una tassa fissa in caso di smarrimento della spedizione. Il primo stato ad emettere francobolli per raccomandata fu il Regno di Spagna nel 1º gennaio 1850, quando fece stampare una serie di cinque valori di cui tre con l'apposita dicitura "certificado". Di seguito, nel 1856, il Nuovo Galles del Sud emise un valore blu e rosso con la scritta "Registered" per significare "raccomandata".
Fu poi la volta della Colombia che dal 1879 emise il valore con la dicitura "Certificada" contornante l'effigie di Simón Bolívar e fino al 1925 proseguì ad emettere francobolli per raccomandate raggiungendo il record di 39 vignette differenti.

### Francobolli per la posta pneumatica

Francobollo per la posta pneumatica emesso dall'Italia nel 1966.

Sono stati emessi come sovrattassa per il servizio di posta pneumatica, che era effettuabile solo in alcune grandi città. Il sistema consisteva in una rete di tubazioni nel quale l'aria compressa sospingeva alcune capsule contenenti la corrispondenza. La posta pneumatica venne ideata dall'ingegnere danese Medhurst; la prima applicazione pratica fu effettuata a Londra nel 1853 per la trasmissione di telegrammi ai membri dello Stock Exchange. Il primo paese al mondo ad emettere apposita carta valori per la posta pneumatica fu l'Austria nel 1875 con i suoi "Pneumatischer Brief", seguita dalla Francia nel 1880 con l'emissione di speciali foglietti detti "Carte pneumatique ferme" ma in entrambi i casi si trattava di interi postali.
L'Italia fu l'unico paese al mondo ad emettere appositi francobolli per la posta pneumatica. In Italia la posta pneumatica venne istituita nel 1907 con la legge 111 del 24 marzo ed uno stanziamento di un milione di lire per dodici chilometri di tubi pneumatici a Roma, nove a Milano e diciassette a Napoli. Oltre agli uffici postali era consentito l'allaccio anche a banche e grandi ditte. Inizialmente il servizio venne utilizzato solo per l'inoltro di telegrammi ed espressi e fu aperto al pubblico nel 1912. Nel 1913 venne approntato il primo francobollo di posta pneumatica con un valore nominale di 10 c. e l'effigie di Re Vittorio Emanuele III incisa da Alberto Repettati. Nel 1933 i francobolli pneumatici furono sostituiti con due valori, uno ad effigie di Dante Alighieri ed uno con il ritratto di Galileo Galilei. Il 1º febbraio 1946 la Repubblica Italiana aumenta la tariffa ma sostanzialmente i francobolli rimangono quelli studiati per il Regno d'Italia. Bisogna aspettare il 25 marzo 1947 per una nuova emissione repubblicana con due tagli: da 3 e 5 Lire. L'immagine era quella della Minerva su bozzetto di Renato Garassi.
Il servizio di posta pneumatica cessò definitivamente in Italia nel 1981 e il 13 maggio 1992 tutti i francobolli di posta pneumatica vennero posti fuori corso. Per quanto riguarda gli altri paesi, gradatamente i servizi sono stati disattivati, in favore di altri mezzi più veloci di trasmissione, come la posta elettronica, o comunque più pratici.

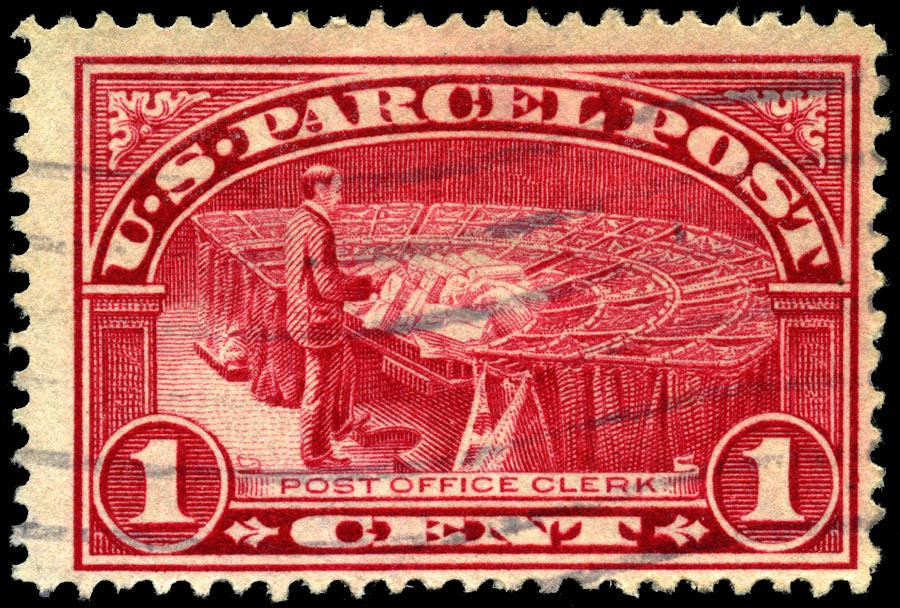
Francobollo per pacchi postali emesso dagli Stati Uniti.

### Francobolli per i pacchi postali
Vengono utilizzati per il pagamento della speciale tassa stabilita per la spedizione dei pacchi postali. La prima serie di francobolli appositi fu emessa in Italia nel 1884 per dare seguito al decreto che li aveva previsti già nel 1862. Tre anni dopo, per comodità del pubblico e del servizio, furono emesse speciali cartoline che riproducevano gli stessi francobolli con identico soggetto. Nel 1914 venne emesso un nuovo tipo di francobolli per pacchi che aveva la caratteristica di essere diviso in due sezioni. Quella di sinistra doveva essere apposta sul bollettino e quella di destra sulla ricevuta. Dopo la proclamazione della Repubblica continuarono ad essere emessi sostituendo però la simbologia sabauda con un corno postale sulla parte di sinistra ed una stella su quella di destra. Nel 1954 fu emesso il valore da Lire 1 000 raffigurante un "cavallino" del Regno di Sardegna noto come: Cavallino ruota; questo è il più raro francobollo della Repubblica Italiana. Nel 1972 furono emessi gli ultimi due francobolli per i pacchi postali.
La Francia emise i suoi primi francobolli per pacchi nel 1892 prevedendo tre tariffe: 10 centesimi rosso per i valori dichiarati, 25 c. bruno e giallo per il trasporto fino alla stazione e 25 centesimi verde per la spedizione per espresso. La Gran Bretagna, per motivi di praticità, fino agli anni settanta utilizzava gli stessi valori anche come marche da bollo, contraddistinguendoli con la dicitura "Postage & revenue". Anche nei pacchi, con la diffusione di servizi specifici di trasporto e macchine affrancatrici automatiche, è molto diffuso l'utilizzo di etichette autoadesive stampate al momento dell'immissione del pacco stesso nel sistema di trasmissione (tipicamente allo sportello postale). Gli Stati Uniti legiferarono riguardo al servizio di recapito pacchi attraverso la US Mail nel 1912, ed il servizio stesso iniziò nel 1912
Alcuni paesi non hanno mai emesso o non emettono da lungo tempo francobolli specifici per pacchi postali, utilizzando allo scopo quelli per l'affrancatura ordinaria.

### Francobolli per il trasporto dei pacchi in concessione
Una tipologia leggermente differente dai francobolli per i Pacchi Postali è quella del trasporto pacchi in concessione da parte di spedizionieri privati, che fu un servizio tipicamente italiano. Essi hanno un aspetto simile a quello dei pacchi postali, con due sezioni separate. La normativa ha origine nel 1923, integrata nel 1939, ma i primi francobolli risalgono al 1º luglio 1953, con l'emissione di quattro francobolli da L. 40, 50, 75 e 110. L'ultima emissione risale al 1984 con un francobollo da L. 3 000.

### Francobolli con propaganda pubblicitaria

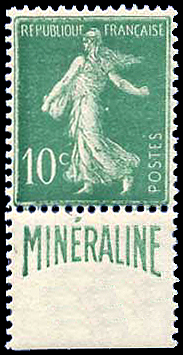
Francobollo con propaganda pubblicitaria emesso dalla Francia.

Questi francobolli presentano un'appendice con un'inserzione pubblicitaria autorizzata dall'amministrazione emittente.
Tra il 1877 ed il 1891 fu la Nuova Zelanda a emettere una prima serie con a tergo annunci pubblicitari ma l'iniziativa fu affossata in seguito alle polemiche suscitate.
In Francia apparvero nel 1923 e la pubblicità era apposta su apposite bandelle dentellate che potevano essere staccate dal resto del francobollo. L'iniziativa non incontrò il favore dell'opinione pubblica che non ammetteva come un organo rappresentativo della nazione potesse associarsi alla vendita di spazi pubblicitari e dopo qualche emissione il progetto fu abbandonato. Attualmente, esistono però riflessioni in merito sull'uso di fatto dei commemorativi come pubblicità nascosta.
In Italia i francobolli pubblicitari furono autorizzati dal ministero delle Poste nel 1924 dopo l'emanazione del Regio Decreto num. 356 del 08/02/1923, il quale stabiliva che le appendici pubblicitarie avrebbero dovuto essere separabili dai francobolli mediante perforazione. Questo punto non fu messo in atto. Gli inserzionisti avrebbero dovuto pagare ogni 5 lire per 1000 esemplari ed era obbligatorio impegnarsi per un quantitativo minimo di 100 000 esemplari. I primi francobolli uscirono nel novembre del 1924. La concessione fu abrogata il 7 luglio 1925 e dopo quella data i francobolli restarono in corso fino ad esaurimento. Questo tipo di francobollo era riservato solo alla corrispondenza diretta all'interno del territorio nazionale.
Nel 1939 anche Cuba si dotò di francobolli pubblicitari con l'intento di propagandare il tabacco dell'Avana e nel 1940 El Salvador fece lo stesso per il caffè apponendo la scritta "El cafè de El Salvador es el mejor del mundo" su alcuni valori.

### Francobolli di propaganda

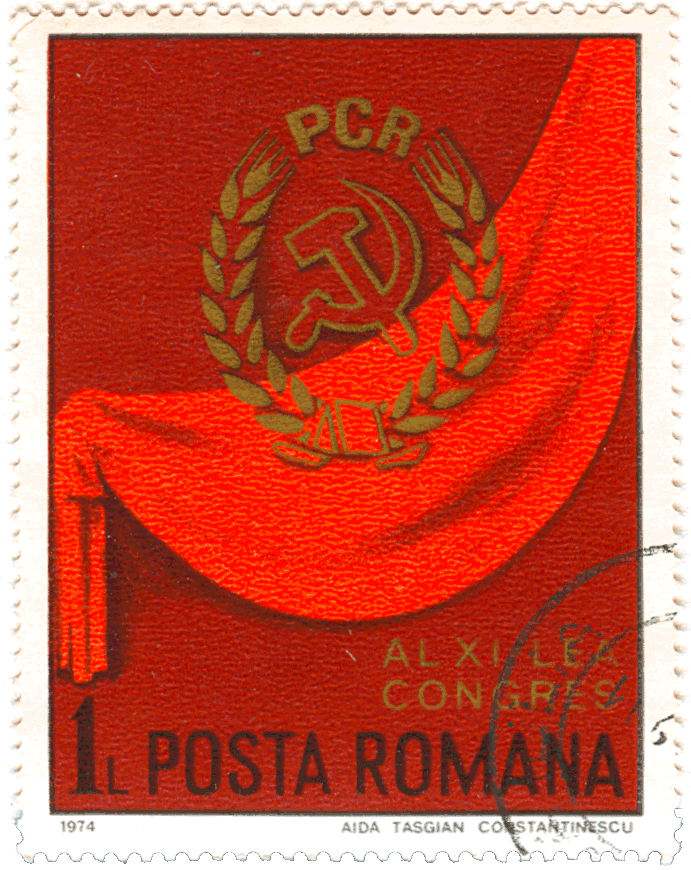
Francobollo di propaganda emesso dalla Romania nel 1974.

Nel corso della prima guerra mondiale si scoprirono le potenzialità dei francobolli come mezzi di propaganda. Inizialmente - con vere e proprie operazioni di spionaggio - si ricorse alla falsificazione di francobolli esteri e alla loro diffusione in territorio nemico a scopo propagandistico, mentre con l'avvento dei totalitarismi i francobolli vennero impiegati soprattutto sul fronte interno per rafforzare il consenso delle varie dittature. Nacquero così le serie dell'Italia fascista (famose quelle del decennale della Marcia su Roma e quella commemorativa dell'Impero), seguite a ruota dalla Germania nazista (effigie del Führer) e dalle altre dittature sul suolo europeo.
Durante la seconda guerra mondiale la propaganda sui francobolli divenne propaganda di guerra, e si moltiplicarono le emissioni "a tema" contenenti l'elogio della guerra o la condanna del nemico (serie "Due popoli, una guerra" del Regno d'Italia e francobolli della RSI, della serie detta "Monumenti distrutti", con la dicitura "hostium rabies diruit"). Con la guerra fredda, i francobolli propagandistici ricomparvero ad esaltazione dei regimi più disparati, in particolare degli Stati del Patto di Varsavia, per poi estendersi a tutti i casi di culto della personalità (Ceaușescu e Kim Il Sung). In termini più moderati, il francobollo ha comunque rivestito fin dalla sua origine un certo ruolo celebrativo, in quanto per tutto il XIX secolo la raffigurazione di regnanti o allegorie di nazioni costituì il motivo assolutamente dominante.

### Altre tipologie

Un raro esemplare del 1934 per il Servizio di Stato Aereo.

- Francobolli per il Servizio di Stato (ordinari ed aerei vengono utilizzati dai sindaci o da altre amministrazioni dello Stato)[59].
- Francobolli per gli Enti Parastatali
- Francobolli per Segnatasse (usati per tassare la corrispondenza senza affrancatura o con affrancatura insufficiente)[59].
- Francobolli per il Servizio Commissioni
- Francobolli per la Posta Militare
- Francobolli per Giornali
- Francobolli per Telegrafi
- Francobolli per Vaglia[59]

### Usi particolari
- Francobolli frazionati: sono quei valori che sono stati usati per la metà del loro valore nominale, semplicemente tagliandoli a metà. La pratica del frazionamento era consentita solo agli impiegati postali sprovvisti di valori idonei all'affrancatura voluta ma a volte questa pratica è stata attuata anche dai privati. Le corrispondenze con questo tipo di affrancature sono molto pregiate[69].
- Francobolli per i voli nello spazio: sono usati per affrancare la posta spedita nello spazio. Occorre ricordare che nel laboratorio spaziale Mir esisteva un vero e proprio ufficio postale che prese a funzionare dal 18 marzo 1989 e timbrò regolarmente la posta arrivatagli. Le corrispondenze con questo tipo di affrancature sono molto pregiate.

## Ristampa e nuova stampa
Nell'ambito filatelico, si distingue fra ristampa e nuova stampa di un francobollo, chiamata anche post-stampa. La ristampa viene ottenuta con la stessa matrice e processo di stampa tramite il quale è stato prodotto il francobollo originale.
Quando il francobollo non è più in vendita negli uffici postali, si trova fuori commercio, ed eventualmente sono andati distrutti i mezzi di stampa della prima serie, allora si ricorre ad una nuova stampa o dopostampa (più raramente detta post-stampa) con una matrice e/o un processo di produzione alternativi.
Ad esempio, il francobollo 10 kopek prodotto per la prima volta in Finlandia nel 1856, sei anni più tardi fu ristampato con lo stesso processo (la tipografia) medesima matrice di acciaio.

Invece, nel 1892 il direttore delle poste e dei telegrafi della Russia ordinò la nuova stampa del francobollo, e poiché la matrice originale non era più disponibile fu prodotto mediante litografia. Se non fosse stato successivamente autorizzato all'immissione in commercio, sarebbe considerato un falso. Tale autorizzazione delle post-stampe solitamente avviene mediante una sopra-stampa.

## Francobolli con soprastampa

Un soprastampato del Regno d'Italia per la posta militare e lo stesso francobollo senza soprastampa.

Ancora oggi molte amministrazioni postali (ma ciò avveniva soprattutto in passato) riutilizzano i francobolli già emessi con una soprastampa (detta anche sovrastampa). Sulla vignetta del francobollo viene applicato abitualmente con un procedimento di stampa tipografico, un nuovo valore o altre diciture per i motivi più diversi, di cui i principali sono:
- La necessità di emettere nuovi francobolli con rapidità in attesa di effettuare la stampa di nuovi valori definitivi (ad esempio a causa di improvvisi cambi tariffari).
- La necessità di utilizzare le scorte in giacenza con un nuovo valore o un'unità monetaria differente.
- Per riutilizzare i francobolli di altre amministrazioni postali per i motivi più disparati (ad esempio durante le occupazioni militari).

Il primo francobollo italiano sovrastampato è stato il 15 centesimi azzurro emesso nel dicembre del 1863 con l'effigie di Vittorio Emanuele II, nel quale con una barra curvata in colore bruno scuro (e per questo denominato "ferro di cavallo") venne ricoperto il precedente valore nominale. Questo aumento tariffario da 15 a 20 centesimi si rese necessario per sostenere le ingenti spese derivate dalla III Guerra d'Indipendenza. L'espediente fu trovato dall'Ing. Costantino Perazzi che in questo modo riutilizzò ben 100 milioni di esemplari giacenti nel magazzino dell'Officina Carte Valori di Torino. Visto che questa era una soprastampa che aumentava il valore nominale del francobollo (mentre la regola generale stabiliva di soprastampare un valore inferiore per evitare le inevitabili falsificazioni) proprio per evitare falsificazioni, il direttore generale delle Regie Poste, conte Barbavara di Gravellona, inserì alcuni segni segreti.
Una delle soprastampe più curiose dei tempi moderni è invece quella effettuata nel 1961 dall'isola di Sant'Elena per aiutare gli abitanti dell'isola di Tristan da Cunha, immigrati temporaneamente a seguito di un'eruzione vulcanica. Allo scopo vennero sovrastampate con sovrapprezzo 1736 serie complete, ma quando l'amministrazione postale della Gran Bretagna si accorse che il sistema monetario delle due isole era differente alcune serie, precisamente 434, erano già state distribuite. Infatti, mentre a St. Helena era in uso la Sterlina, a Tristan da Cunha circolava il Rand sudafricano; ma il problema principale era che solo il Colonial Office di Londra poteva autorizzare l'emissione, e non il governatore, e quindi l'emissione stessa venne ritirata dopo poco. Nel 2005 una serie di 4 valori di questi rari sovrastampati venne battuta in asta pubblica per circa 6 000 Euro.
Un'altra sovrastampa curiosa è quella dei cinque segnatasse per vaglia postali della Repubblica di San Marino ottenuti sovrastampando quelli del regno d'Italia. È l'unico caso in tutta la storia postale che i francobolli di uno stato sovrano diventano francobolli di un altro mediante sovrastampa in tempo di pace e non in seguito a vicende belliche.

## Francobolli con varietà
Quando i francobolli presentano vari tipi di errori, si parla di varietà. La presenza di una varietà può produrre un aumento spesso considerevole del valore filatelico di un francobollo.
Le varietà, in base alla tipologia di errore, sono divise in due generi: varietà propriamente dette e francobolli naturali.

### Varietà
- Errori nella dentellatura
  - dentellatura differente su uno o più lati
  - dentellatura spostata rispetto alla vignetta
  - dentellatura assente (non dentellato)
  - dentellatura multipla (doppie o triple)
  - dentellature quadrupla
  - dentellatura cieca
- Errori nella soprastampa
  - soprastampa con colore errato o diverso
  - soprastampa rovesciata
  - soprastampa incompleta
  - soprastampa doppia o tripla
  - soprastampa decentrata
  - soprastampa con errori
  - soprastampa con decalco

- Errori nella stampa

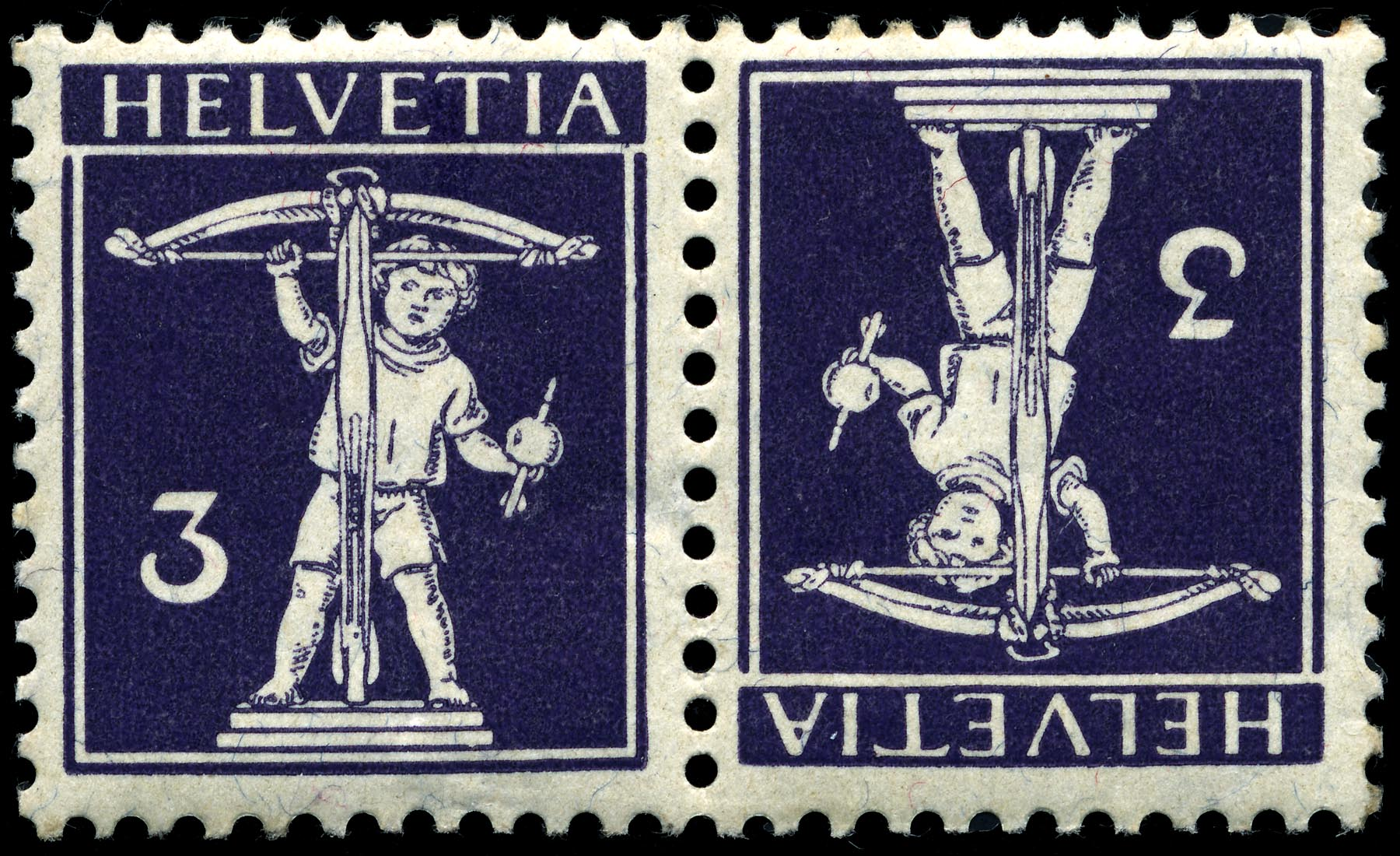
Un esempio di stampa tête-bêche: Il Guglielmo Tell da 3 centesimi svizzero del 1910.

  - stampa doppia (due immagini identiche ma sfasate)
  - stampa recto-verso (cioè nei quali esemplari la stampa viene fatta sul lato gommato e non su quello previsto)
  - stampa con decalco
  - stampa tête-bêche (testa-coda)
  - stampa con errori d'incisione (come appunto il già citato Gronchi Rosa)
  - stampa evanescente
  - stampa con taglio chirurgico
  - stampa con errori di riporto
- Errori di incisione della lastra di stampa
- Errori nella gomma
  - Gomma recto-verso (viene gommato il lato della stampa)
- Errori nella filigrana
  - Filigrana completamente diversa rispetto a quella prevista
  - Filigrana con rotazione o inversione della posizione tipica
  - Filigrana dei bordi del foglio (Lettere)

### Francobolli naturali
- Non emessi
- Errori di colore
- Difformi dal decreto di emissione

## Francobolli con Codice a Barre
Il 10 ottobre 2008, in corrispondenza di un solo francobollo appartenente al foglio di 50 esemplari, compare un'insolita appendice con codice a barre. Obiettivi primari di Poste Italiane sono velocizzare e poter monitorare trasferimenti e giacenze di materiale filatelico dalle filiali agli uffici periferici (e viceversa) attraverso l'ausilio di un pratico lettore ottico di codici a barre, già distribuito in tutti gli uffici postali del territorio. L'abbinata francobollo-appendice ha ben presto prima incuriosito e poi letteralmente entusiasmato i filatelisti dell'area italiana a tal punto che in soli pochi mesi dalla prima emissione tutte le principali riviste e i portali web di settore hanno iniziato ad affrontare l'argomento. Tale successo nasce principalmente per alcuni aspetti fondamentali. Innanzitutto la tiratura: se infatti la disponibilità di una singola emissione, ad esempio del francobollo "Giornata della Filatelia" del 10/10/2008, è di ben tre milioni e cinquecentomila pezzi, il singolo francobollo con codice a barre (chiamato comunemente "il Barre"), trovandosi una sola appendice per foglio da 50 francobolli, risulta disponibile in soli settantamila esemplari. Inoltre è stato proprio il valore di questa tiratura (70.000 Barre) a far parlare molto di sé.

## Francobolli personalizzati
Da qualche tempo, diverse amministrazioni postali, tra le quali Austria, Nuova Zelanda e Stati Uniti, hanno reso possibile la creazione di francobolli personalizzabili, sia tramite una stampa che attraverso il disegno diretto sul francobollo, dentellato e con valore e nome dell'amministrazione postale emittente.
Le poste tedesche, Deutsche Post, hanno creato un nuovo servizio di affrancatura online, denominato Internetmarke. Questo consente agli utenti di stampare, usando il proprio computer e la propria stampante, dei francobolli personalizzati corredati da immagini a colori accedendo al sito dell'azienda postale.
Diverso è invece l'obiettivo degli artistamp, dall'inglese artist + stamp cioè francobollo d'artista, composizioni grafiche che ricordano, imitano, reinterpretano o deridono – in effigie – le affrancature emesse dai Servizi postali delle nazioni, ma non sono in alcun modo dei francobolli. Queste vignette possono anche essere create in pura forma digitale, o su materiali poveri, ed accompagnano i francobolli autentici nelle affrancature necessarie a far viaggiare la composizione.

## Procedure di emissione
Generalmente l'emissione di un francobollo avviene ad opera di un ente autorizzato dallo stato emittente. Dopo aver stabilito la quantità di francobolli occorrenti, attraverso la consultazione di alcuni esperti o tramite proposta popolare viene deciso il soggetto da rappresentare nella vignetta.
Nella attuale Repubblica Italiana l'emissione dei francobolli è di esclusiva competenza del Dipartimento delle Comunicazioni del Ministero dello Sviluppo Economico. Tuttavia i francobolli celebrativi e commemorativi sono autorizzati con Decreto del Presidente della Repubblica su proposta del Ministro dello Sviluppo economico. Per i francobolli non celebrativi o commemorativi è sufficiente un decreto interministeriale tra Ministero dello Sviluppo economico e Ministero dell'Economia e delle Finanze. L'organo preposto alla decisione delle rappresentazioni delle vignette è chiamato "consulta filatelica".
In quasi tutto il mondo le vignette sono scelte da una commissione che esamina i bozzetti pervenutigli attraverso un concorso pubblico. Stabilito il bozzetto idoneo all'emissione viene dato mandato all'ente preposto di procedere alla relativa stampa.
Prima dell'istituzione della Repubblica, l'Italia ebbe un ordinamento monarchico le cui emissioni sono note come "emissioni del regno d'Italia". Sul territorio italiano vi sono poi altri tre enti non appartenenti alla Repubblica, che emettono le loro serie di francobolli, destinati soprattutto al collezionismo e quindi particolarmente curati graficamente, ma tuttavia validi come affrancatura e riconosciuti dall'U.P.U. Unione Postale Universale:
- Repubblica di San Marino,
- Stato della Città del Vaticano (anch'esso ha una precedente storia di emissioni come stato Pontificio),
- Sovrano Militare Ordine di Malta, S.M.O.M., unico ente non territoriale, non aderente e quindi non riconosciuto dall'UPU (ma con trattati bilaterali in materia postale con moltissimi Paesi; non possono essere usati francobolli del S.M.O.M. per la corrispondenza destinata a Paesi con cui non vi siano tali accordi, ad esempio la Svizzera[83]).

Per tale motivo quando si intende riferirsi a tutti gli enti emittenti presenti e passati ma comunque inerenti al territorio italiano si usa la locuzione "area italiana".

## Francobolli e cultura
Il francobollo si presta ottimamente nel suggerire la conoscenza di ogni tipo di argomento; storia, geografia, biografie di personaggi famosi e più in generale nell'approfondire ogni settore dello scibile umano. Per tale motivo il francobollo ha trovato spesso un uso didattico sia nella scuola che nello studio personale. Molto attivo in questo ramo fu il pedagogista Michele Giampietro, che ha lasciato anche una ricca bibliografia. In particolare, la filatelia è molto consigliata nei bambini nella fascia di età tra i 6 e i 14 anni come motore fondamentale della conoscenza e della competenza del classificare che viene presentata semplicemente come un gioco interessante.